# Le Roi qui contemplait la mer
Pour plus de détails, voir Fiche technique et Distribution.
Le Roi qui contemplait la mer est un film français réalisé par Jean-Sébastien Chauvin et sorti en 2022. 

## Synopsis
Venu de France, le jeune Ousmane « débarque en Grèce et se trouve hypnotisé par un corps se découpant sur le front de mer ».

## Fiche technique
- Titre : Le Roi qui contemplait la mer
- Réalisation : Jean-Sébastien Chauvin
- Scénario : Jean-Sébastien Chauvin
- Photographie : Maxime Berger
- Son : Simon Garrette
- Montage : Dinah Ekchajzer
- Pays de production :  France
- Durée : 28 minutes
- Date de sortie : France - 9 juin 2022 (présentation au Festival Côté court de Pantin)[2]

## Distribution
- Loïc Djani
- Lefteris Polychronis
- Thanos Lekkas

## Récompense
- Grand prix ex æquo au Festival Côté court de Pantin 2022[3],[4]